# Маргарет Моулсворт
Маргарет Моулсворт (англ. Margaret Molesworth; 1 січня 1894 — 9 липня 1985) — колишня австралійська тенісистка.
Найвищу одиночну позицію світового рейтингу — 10 місце досягла 1922 року.
Перемагала на турнірах Великого шолома в одиночному розряді.

## Фінали турнірів Великого шолома

### Одиночний розряд: 3 (2–1)
| Результат | Рік  | Турнір              | Покриття | Суперниця           | Рахунок   |
| --------- | ---- | ------------------- | -------- | ------------------- | --------- |
| Перемога  | 1922 | Чемпіонат Австралії | Трава    | Есна Бойд           | 6–3, 10–8 |
| Перемога  | 1923 | Чемпіонат Австралії | Трава    | Есна Бойд Робертсон | 6–1, 7–5  |
| Поразка   | 1934 | Чемпіонат Австралії | Трава    | Джоан Гартіґан      | 1–6, 4–6  |

### Парний розряд: 4 (4 перемоги)
| Результат | Рік  | Турнір              | Покриття | Партнерка           | Суперниці                                  | Рахунок       |
| --------- | ---- | ------------------- | -------- | ------------------- | ------------------------------------------ | ------------- |
| Поразка   | 1923 | Чемпіонат Австралії | Трава    | Беріл Тернер        | Есна Бойд Сільвія Ланс-Гарпер              | 1–6, 4–6      |
| Перемога  | 1930 | Чемпіонат Австралії | Трава    | Емілі Гуд Вестакотт | Марджорі Кокс Кроуфорд Сільвія Ланс-Гарпер | 6–3, 0–6, 7–5 |
| Перемога  | 1933 | Чемпіонат Австралії | Трава    | Емілі Гуд Вестакотт | Джоан Гартіґан Марджорі Ґладман            | 6–3, 6–2      |
| Перемога  | 1934 | Чемпіонат Австралії | Трава    | Емілі Гуд Вестакотт | Джоан Гартіґан Ула Валкенбурґ              | 6–8, 6–4, 6–4 |

### Мікст: 1 (1 поразка)
| Результат | Рік  | Турнір              | Покриття | Партнер       | Суперник і суперниця           | Рахунок       |
| --------- | ---- | ------------------- | -------- | ------------- | ------------------------------ | ------------- |
| Поразка   | 1923 | Чемпіонат Австралії | Трава    | Берт Ст. Джон | Сільвія Ланс-Гарпер Горас Райс | 6–2, 4–6, 4–6 |

## Часова шкала турнірів Великого шлему в одиночному розряді
| W | Ф | ПФ | ЧФ | #Р | КТ | К# | DNQ | A | NH |

| Турнір               | 1922  | 1923  | 1924  | 1925  | 1926  | 1927  | 1928  | 1929  | 1930  | 1931  | 1932  | 1933  | 1934  | 1935  | Career SR |
| -------------------- | ----- | ----- | ----- | ----- | ----- | ----- | ----- | ----- | ----- | ----- | ----- | ----- | ----- | ----- | --------- |
| Чемпіонат Австралії  | П     | П     | ЧФ    |       |       |       | ЧФ    | ЧФ    | ЧФ    | 1р    |       | ЧФ    | Ф     | 2р    | 2 / 10    |
| Чемпіонат Франції1   |       |       | NH    |       |       |       |       |       |       |       |       |       | 3р    |       | 0 / 1     |
| Вімблдонський турнір |       |       |       |       |       |       |       |       |       |       |       |       | 1р    |       | 0 / 1     |
| Чемпіонат США        |       |       |       |       |       |       |       |       |       |       |       |       |       |       | 0 / 0     |
| SR                   | 1 / 1 | 1 / 1 | 0 / 1 | 0 / 0 | 0 / 0 | 0 / 0 | 0 / 1 | 0 / 1 | 0 / 1 | 0 / 1 | 0 / 0 | 0 / 1 | 0 / 3 | 0 / 1 | 2 / 12    |